# Walville
Walville az Amerikai Egyesült Államok északnyugati részén, Washington állam Lewis megyéjében elhelyezkedő kísértetváros.
Walville postahivatala 1903 és 1936 között működött. A település nevét a Walworth and Neville Companyről kapta.

## Fordítás
- Ez a szócikk részben vagy egészben  a   Walville, Washington című angol Wikipédia-szócikk ezen változatának fordításán alapul.  Az eredeti cikk szerkesztőit annak laptörténete sorolja fel. Ez a jelzés csupán a megfogalmazás eredetét és a szerzői jogokat jelzi, nem szolgál a cikkben szereplő információk forrásmegjelöléseként.